# Ordet
Ordet er en dansk film fra 1955, skrevet og instrueret af Carl Th. Dreyer efter Kaj Munks skuespil. Filmen modtog en Bodil for bedste danske film. Filmens musik er af Poul Schierbeck, samlet fra hans uudgivne efterladte værker.

## Medvirkende
- Henrik Malberg
- Emil Hass Christensen
- Preben Lerdorff Rye
- Birgitte Federspiel
- Ejner Federspiel
- Henry Skjær